# Richard Stevens
William Richard Stevens (ur. 5 lutego 1951 w Luanshya w Rodezji Północnej, zm. 1 września 1999 w Tucson w Arizonie) – amerykański informatyk, jeden z najbardziej uznanych autorów książek dotyczących systemu Unix i protokołów TCP/IP.

## Życiorys
Richard Stevens urodził się w 1951 w miejscowości Luanshya w Rodezji Północnej (obecnie Zambia). Jego ojciec pracował tam w przemyśle miedziowym. Rodzina Stevensów przeprowadzała się do Salt Lake City, Hurley w stanie Nowy Meksyk, Waszyngtonu i Phalaborwy w Południowej Afryce. Stevens uczęszczał do szkoły wojskowej Fishburne Military School w Waynesboro w Wirginii. W 1973 uzyskał licencjat z inżynierii lotnictwa na Uniwersytecie Michigan, w 1978 został magistrem a w 1982 uzyskał doktorat z inżynierii systemów na Uniwersytecie Arizony. W 1975 przeprowadził się do Tucson w Arizonie, gdzie pracował jako programista w Kitt Peak National Observatory. W latach 1982–1990 pełnił funkcję wiceprezesa Computing Services at Health Systems International w New Haven w stanie Connecticut. W 1990 ponownie przeprowadził się do Tucson, gdzie kontynuował karierę jako autor i konsultant. Był zapalonym pilotem; w latach 70. XX w. pracował na niepełnym etacie jako instruktor lotniczy.
Stevens zmarł w 1999 w wieku 48 lat. W 2000 stowarzyszenie USENIX przyznało mu pośmiertnie nagrodę Lifetime Achievement Award.

## Książki
- 1990 – UNIX Network Programming – ISBN 0-13-949876-1
- 1992 – Advanced Programming in the UNIX Environment – ISBN 0-201-56317-7
- 1994 – TCP/IP Illustrated, Volume 1: The Protocols – ISBN 0-201-63346-9
- 1995 – TCP/IP Illustrated, Volume 2: The Implementation (z Garym R. Wrightem) – ISBN 0-201-63354-X
- 1996 – TCP/IP Illustrated, Volume 3: TCP for Transactions, HTTP, NNTP, and the UNIX Domain Protocols – ISBN 0-201-63495-3
- 1998 – UNIX Network Programming, Volume 1, Second Edition: Networking APIs: Sockets and XTI – ISBN 0-13-490012-X
- 1999 – UNIX Network Programming, Volume 2, Second Edition: Interprocess Communications – ISBN 0-13-081081-9

### Polskie wydania
- 1995 – Programowanie zastosowań sieciowych w systemie UNIX – ISBN 83-204-1872-0 (tłum. Jowita Koncewicz-Krzemień)
- 1996 – Programowanie zastosowań sieciowych w systemie UNIX – ISBN 83-204-1980-0
- 1998 – Programowanie zastosowań sieciowych w systemie Unix – ISBN 83-204-2288-4
- 2000 – Unix – programowanie usług sieciowych. API: gniazda i XTI – ISBN 83-204-2421-6
- 2001 – UNIX. Programowanie usług sieciowych. Tom 2 – Komunikacja międzyprocesowa – ISBN 83-204-2422-4
- 2002 – Programowanie w środowisku systemu UNIX – ISBN 83-204-2669-3
- 2002 – UNIX. Programowanie usług sieciowych. Tom 1 – API: gniazda i XTI – ISBN 83-204-2735-5

## Dokumenty RFC
Stevens był także współautorem kilku dokumentów Request For Comment wydawanych przez IETF dotyczących protokołu IPv6 oraz zapobieganiu przeciążeniom w protokole TCP.
- RFC 2292 ↓
- RFC 2553 ↓
- RFC 2581 ↓